# Yume no Crayon Oukoku
Yume no Crayon Oukoku (夢 の ク レ ヨ ン 王国 Yume no Kureyon Ōkoku, let. Het Crayon Koninkrijk der dromen) is een anime-televisieserie van zeventig afleveringen gemaakt door Toei Animation die werd uitgezonden van 1997 tot 1999. Ze was gebaseerd op de romanserie van Reizo Fukunaga, en werd door Michiru Kataoka herwerkt tot een manga en van 1997 tot 1998 in Nakayoshi geserialiseerd. De reeks is nagesynchroniseerd in het Frans, Italiaans, Russisch, Koreaans en Chinees. de serie wordt uitgezonden van september 2001 tot april 2002 op Italia 1